# Museu do Homem do Sambaqui
O Museu do Homem do Sambaqui é um museu brasileiro dedicado principalmente à preservação da história natural e cultural com exposições de animais nativos e artefatos humanos. Fica localizado no Colégio Catarinense, na cidade de Florianópolis, Santa Catarina.
O Museu é resultados de anos de dedicação do padre e pesquisador jesuíta João Alfredo Rohr SJ. Além dos artefatos arqueológicos, o Museu conta com itens históricos com uma carta assinada pelo presidente paraguaio Francisco Solano Lopez em 1864 (no mesmo ano, o Império do Brasil entraria em guerra contra o Paraguai).

## O fundador
Em 1941, o padre João Alfredo Rohr, natural de Arroio do Meio (RS), foi enviado para o Colégio Catarinense, em Florianópolis (Santa Catarina), onde lecionou física, química e ciências naturais. Consigo, trouxe o interesse por História Natural desenvolvido durante os anos de estudos no Colégio Anchieta de Porto Alegre (RS). Em Florianópolis, assumiu e ampliou o museu já existente no Colégio Catarinense.
Em 1948, Rohr apresentou no Primeiro Congresso de História Catarinense, realizado em Florianópolis, um longo trabalho intitulado “Contribuição para a etnologia indígena do Estado de Santa Catarina”, cuja maior parte (102 páginas) é a relação do material etnológico pré-colombiano até então recolhido ao museu do colégio sob sua direção.
Em 1958, Rohr realizou seu primeiro estudo arqueológico in situ: uma escavação de 200 m² em um sítio junto à Base Aérea de Florianópolis. Neste local chamado de Caicanga-Mirim, recolheu cinqüenta e quatro esqueletos humanos de povos originários, aparentados aos Xokleng, que haviam vivido ali no Século XII.
Pe. Alfredo Rohr levantou mais de 400 sítios em Santa Catarina,através de minucioso trabalho de campo, promovendo uma verdadeira “varredura” de determinadas regiões, localizando e identificando sistematicamente os sítios. 
João Alfredo Rohr registrou grande parte dos sítio arqueológicos em Santa Catarina e o mesmo utilizava técnicas que somente anos mais tarde foram descritas, conceituadas e consagradas por grandes arqueólogos.

## Os sambaquis
Umas principais fontes de artefatos do museu, os sambaquis são depósitos construídos pelo homem, constituídos por materiais orgânicos e calcários. A palavra em Tupis que significa “monte de conchas”. Amplamente encontrados no litoral catarinense, esses materiais empilhados ao longo do tempo, sofrendo a ação do tempo, acabaram por sofrer uma fossilização química, já que a chuva deforma as estruturas dos moluscos e dos ossos enterrados, difundindo o cálcio em toda a estrutura e petrificando os detritos e ossadas porventura ali existentes. Alguns grupos indígenas os utilizavam como santuário, enterrando neles os seus mortos. Outros os escolhiam como locais especiais para construir suas malocas.

## História
A primeira ação para criação do museu foi a aquisição devidamente referendada por autoridade nacional da coleção que Carlos Behrenheuser, um rico negociante de Florianópolis.
O museu que, em 1963 se chamava "do Homem Americano", em 1964, "do  Homem  do  Sambaqui", por ocasião  de  sua  reinauguração recebeu o acréscimo  "Padre  João  Alfredo  Rohr,  S.J.".

## O acervo
A maioria das escavações foi realizada no Sul da Ilha: na Base Aérea, na Armação do Sul, no Pântano do Sul e na Praia da Tapera. Foram também realizadas escavações na Praia das Laranjeiras (Município de Camboriú) e no Município de Itapiranga. 
A coleção contém aproximadamente oito mil objetos dos sambaquis, inclusive bonitas esculturas animais em pedra (zoolitos), mas também uns 80.000 fragmentos e algumas vasilhas de cerâmica Guarani. Quase 200 esqueletos, em ótimo estado de conservação, com idade estimada entre 1.055 e 1.552 anos. O Museu conta com uma ala de zoologia na qual há animais de várias espécies conservados através da taxidermia. O acervo ainda apresenta arte sacra, numismática (moedas e cédulas), fósseis com até 225 milhões de anos, utensílios indígenas e outros materiais. 

## Galeria de imagens do acervo

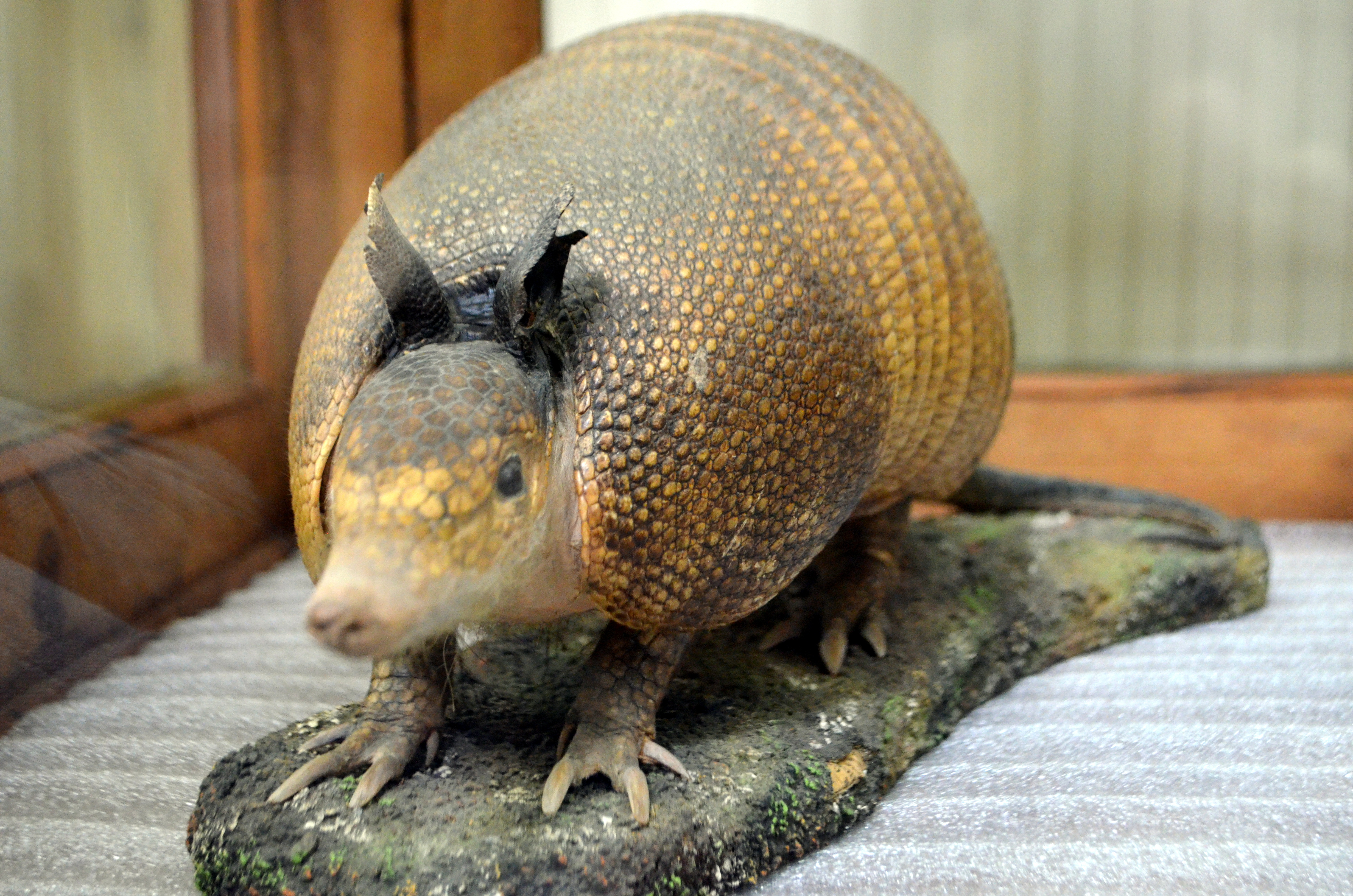
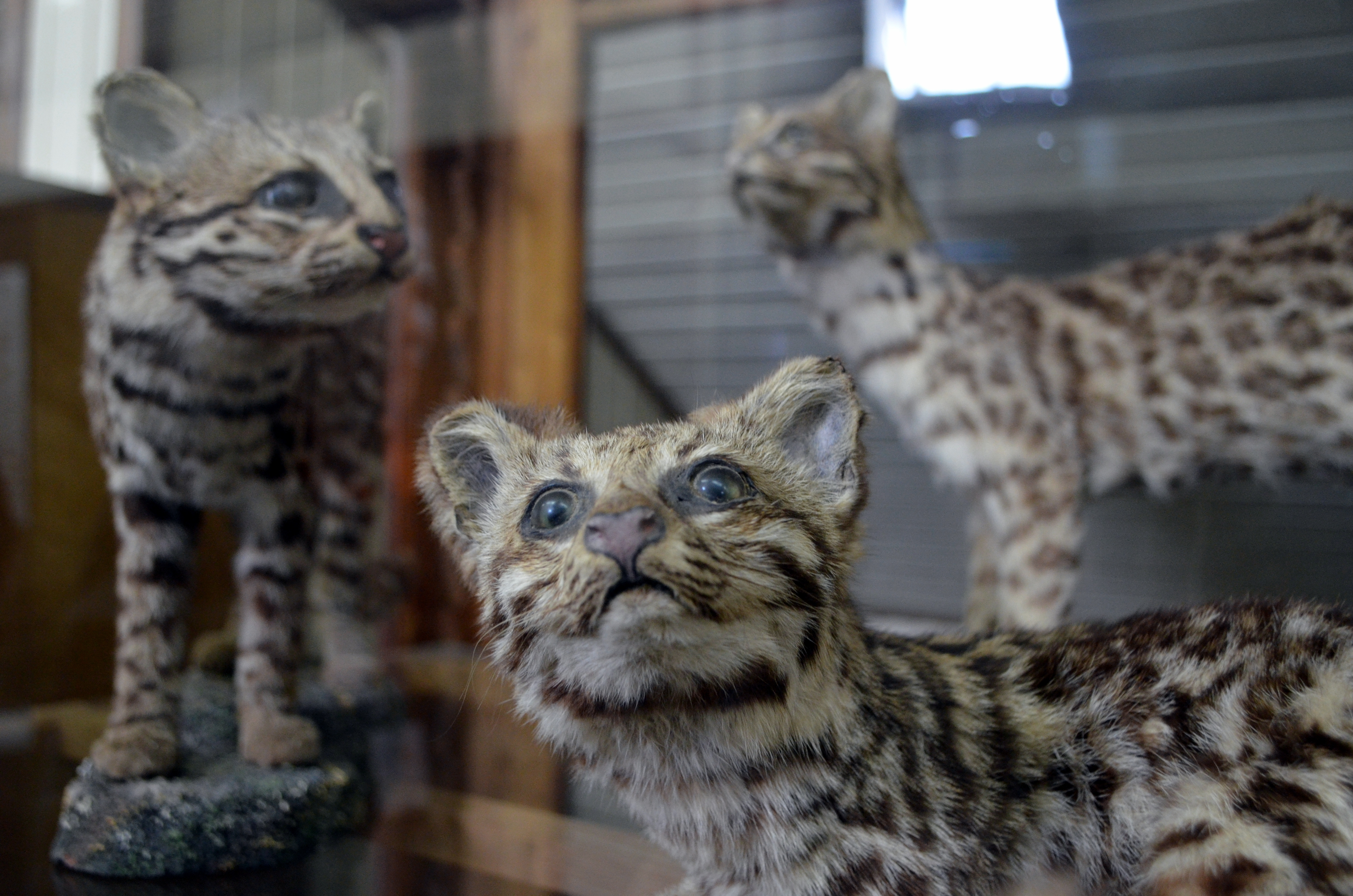
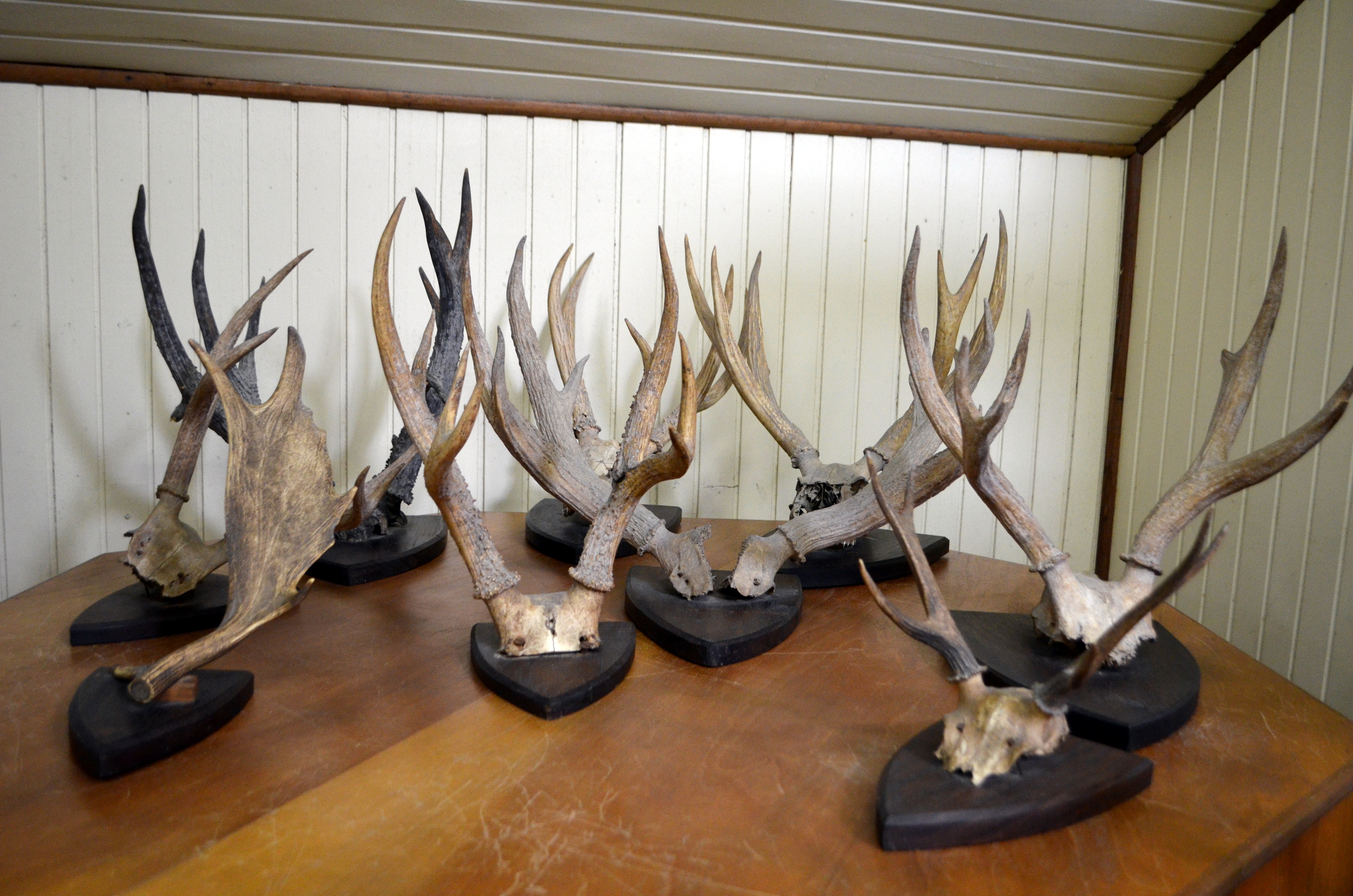
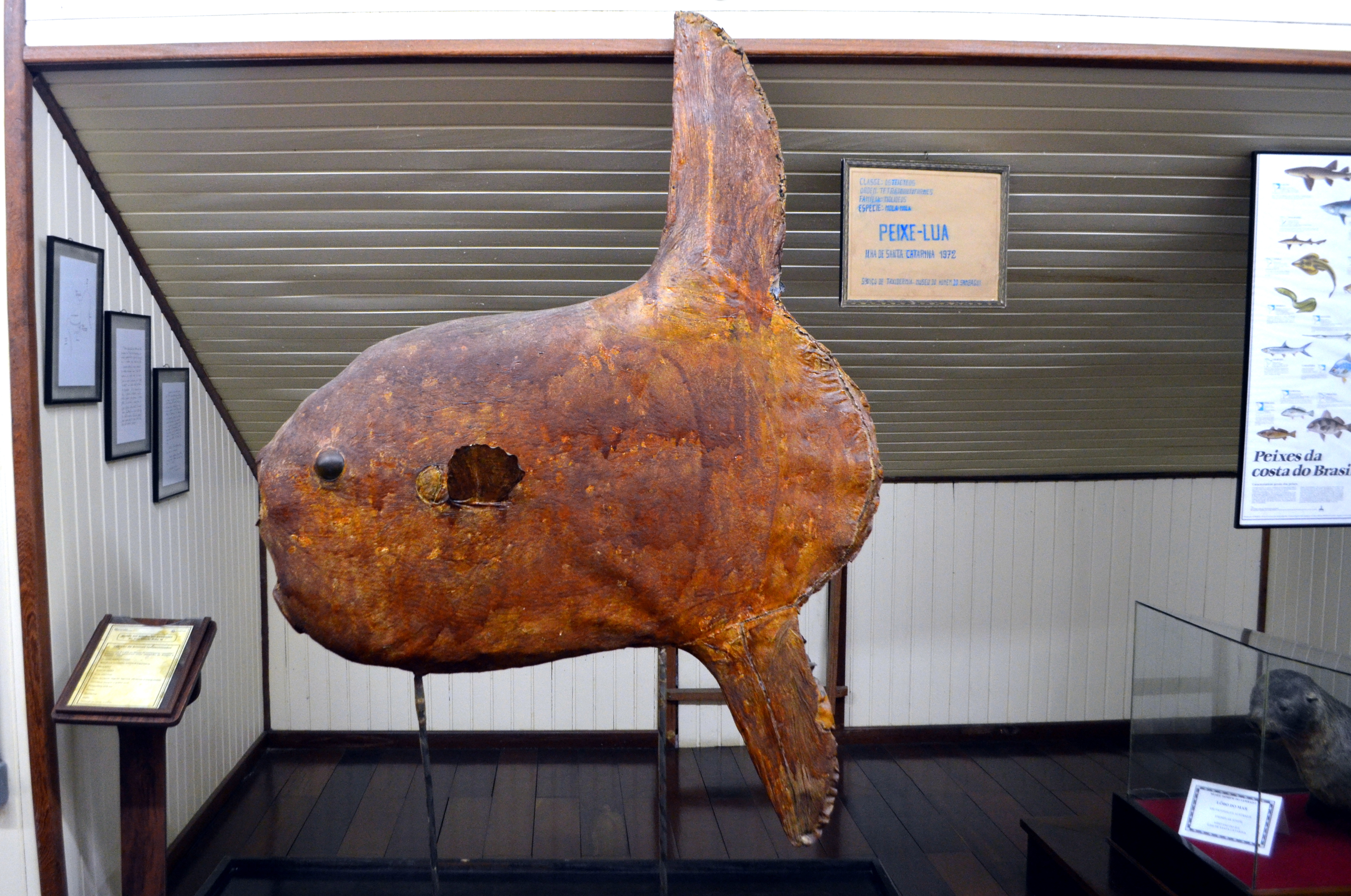
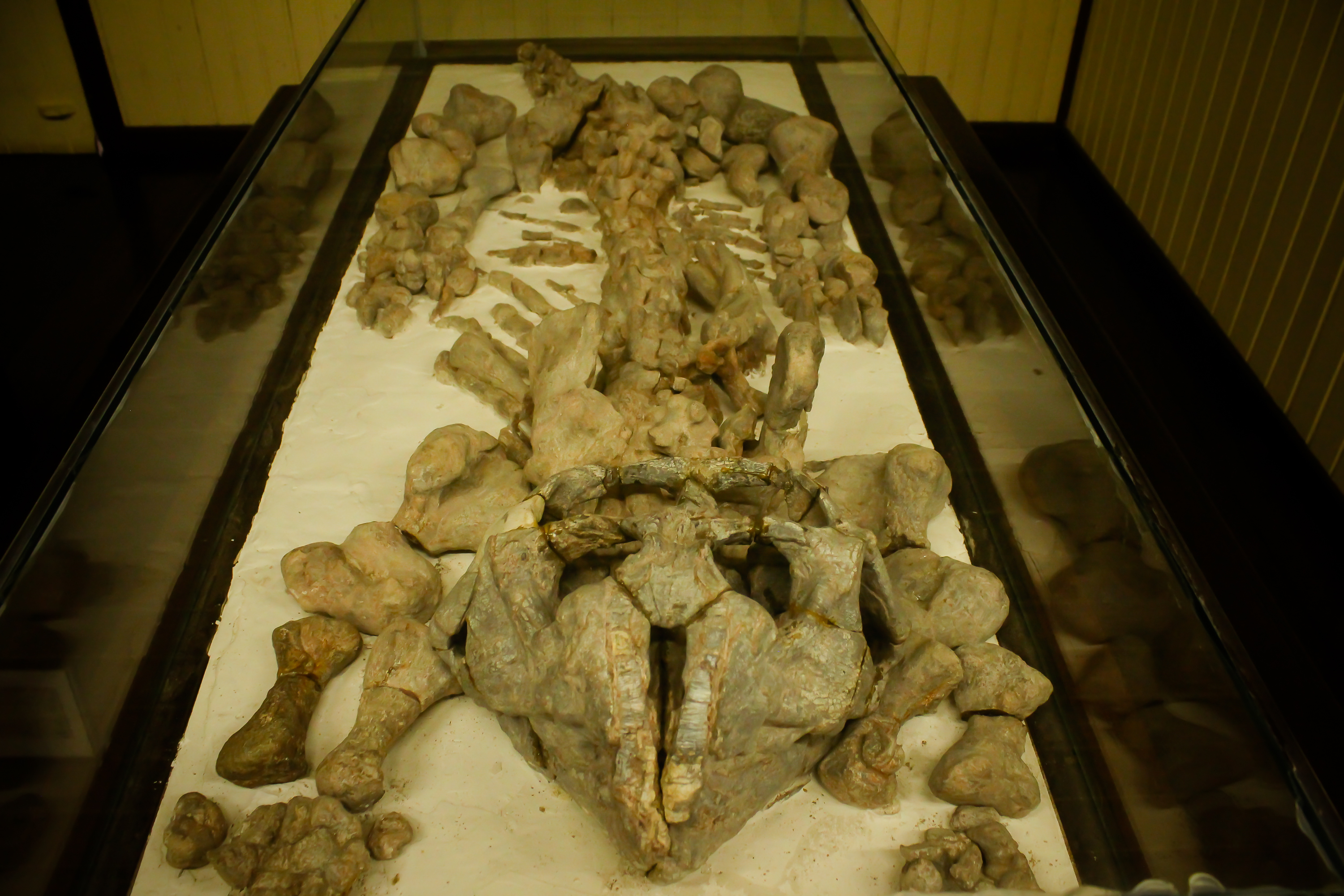
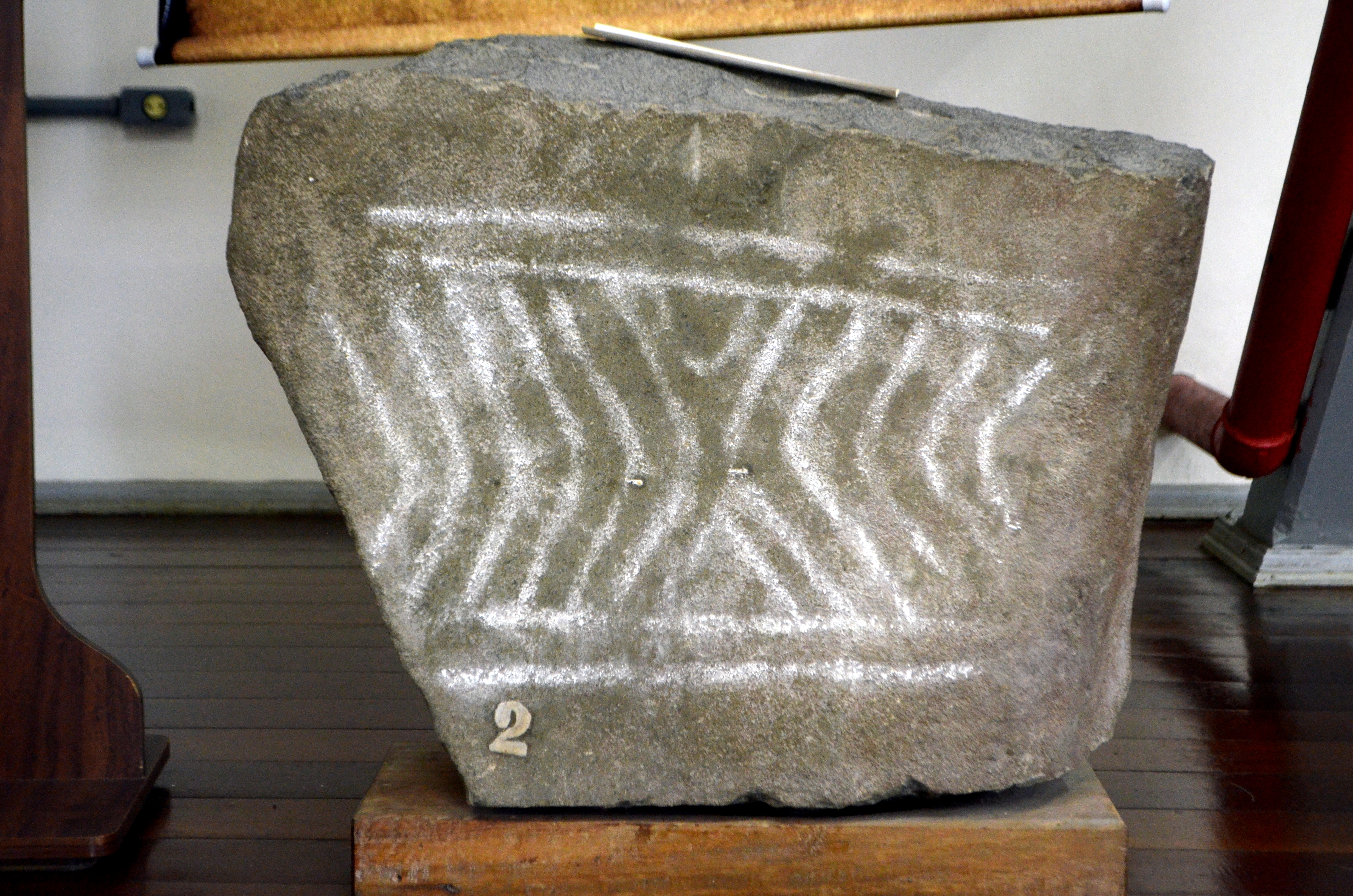
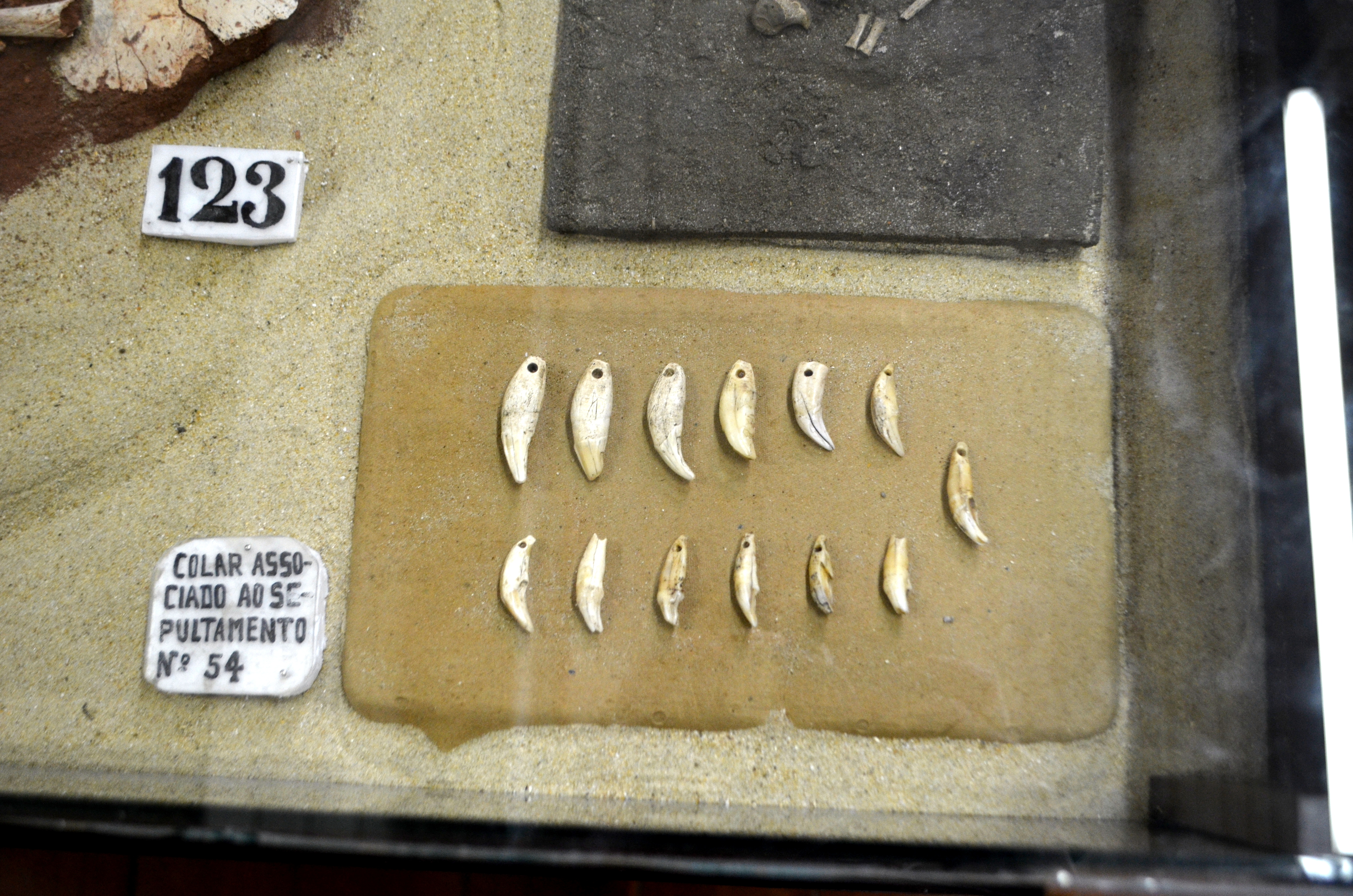
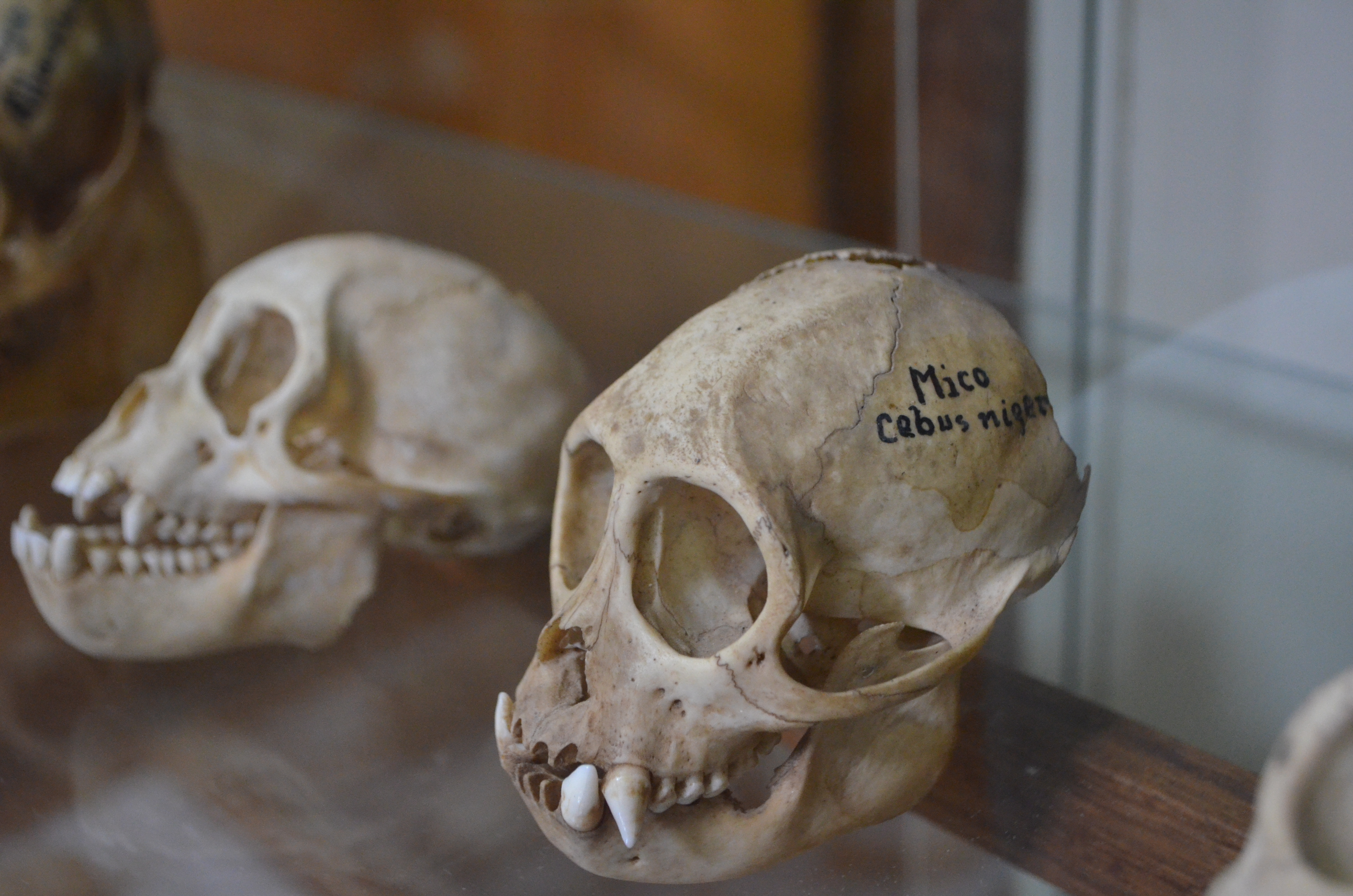
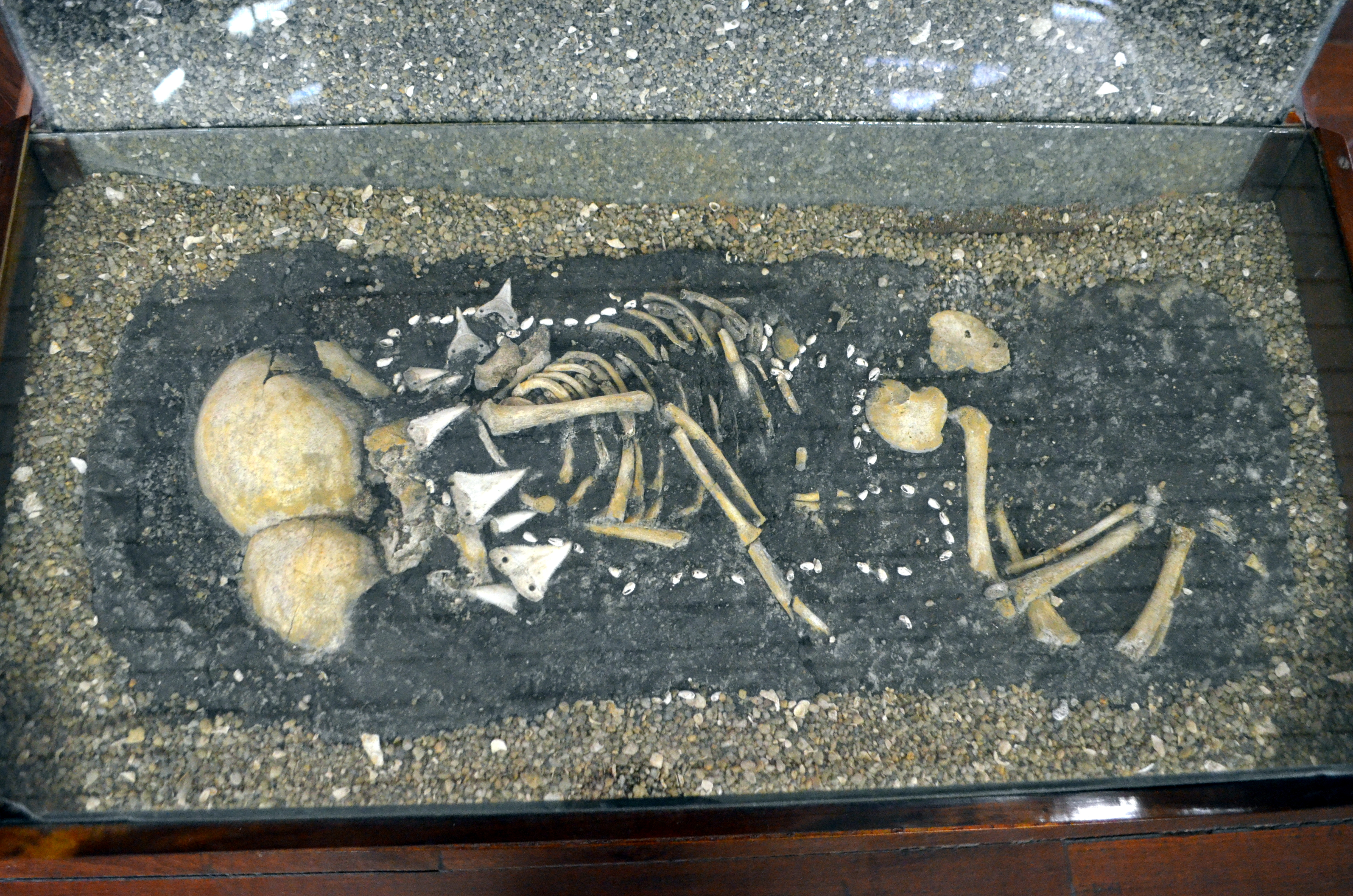
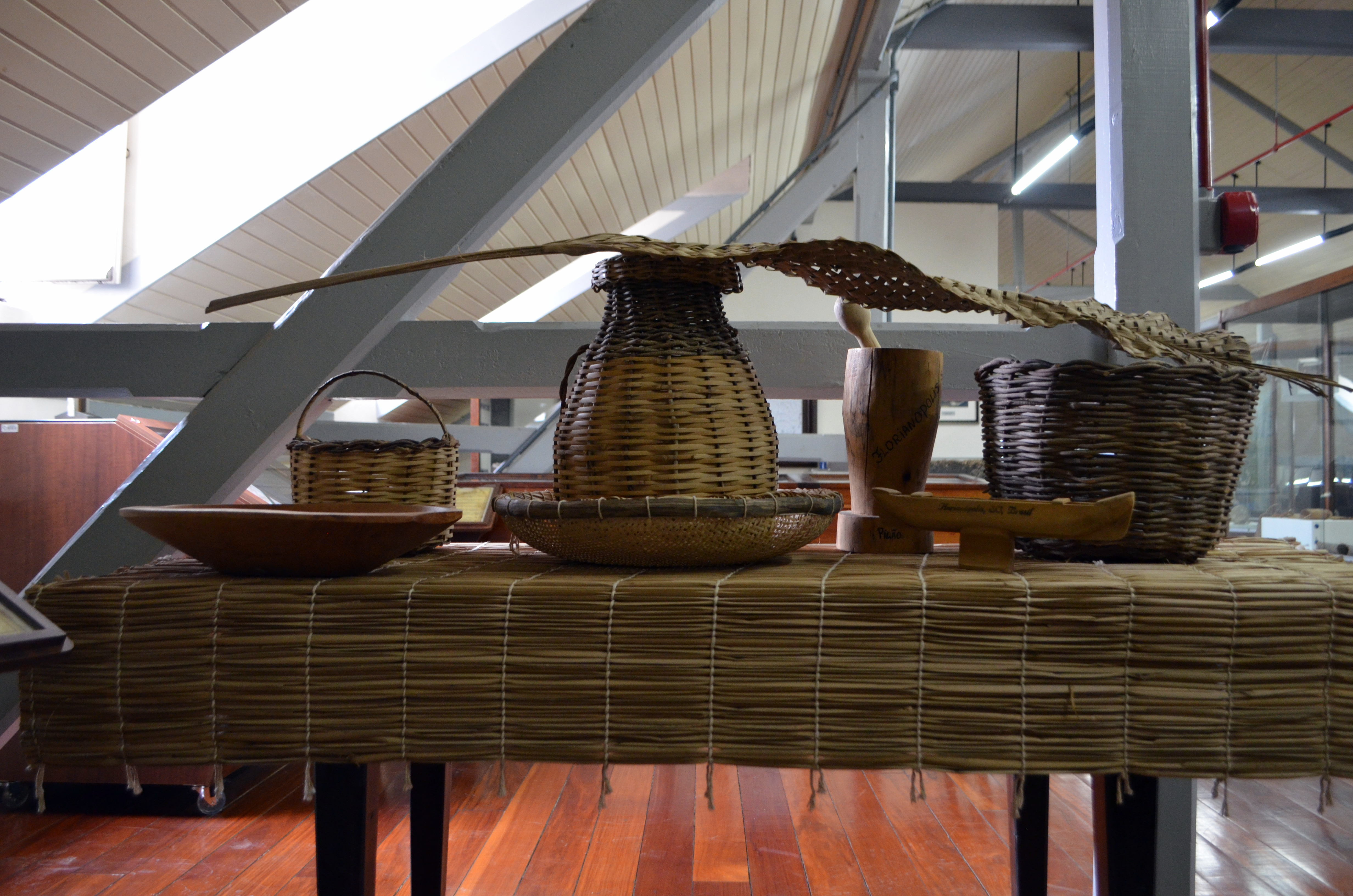
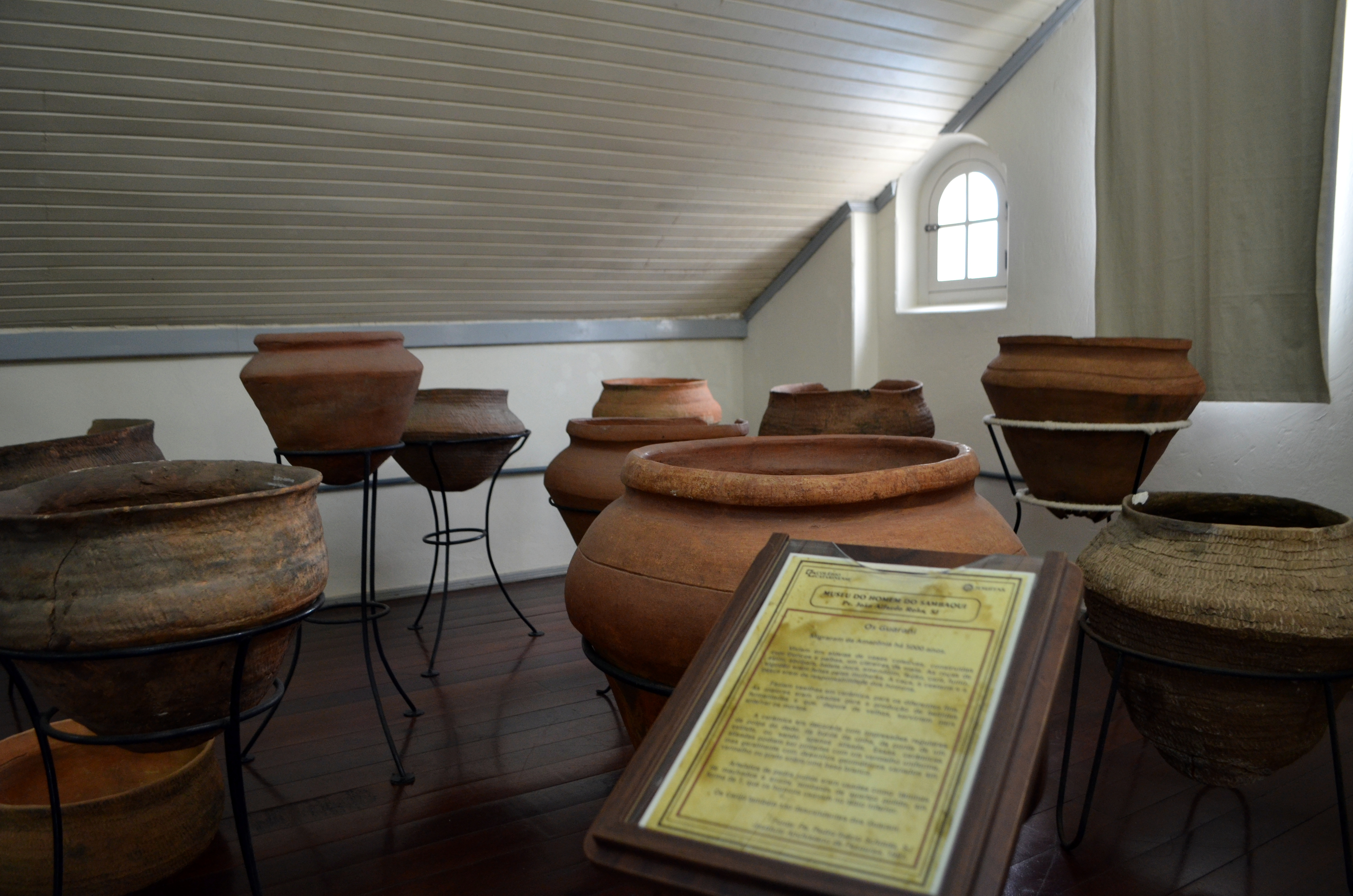
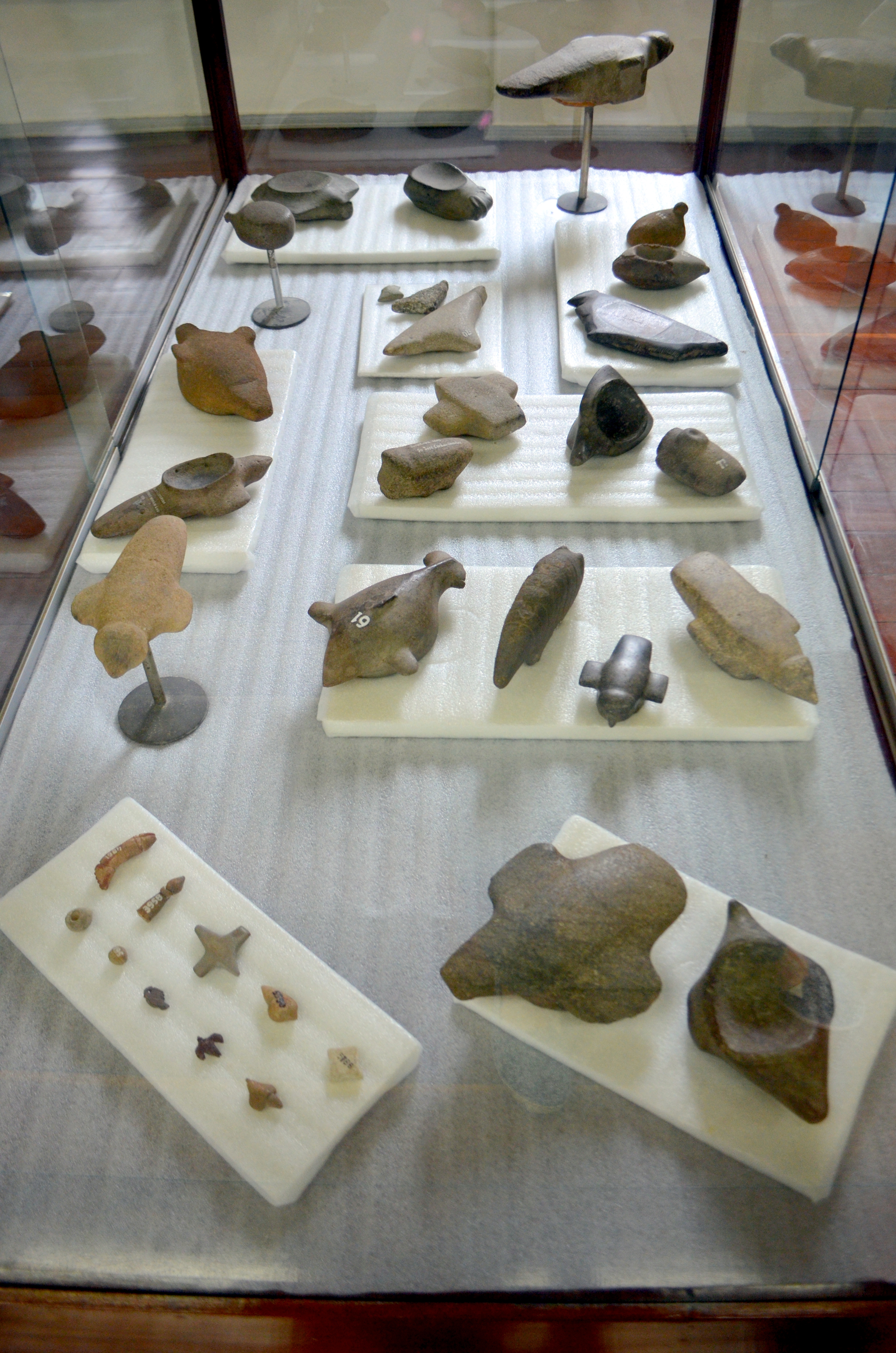
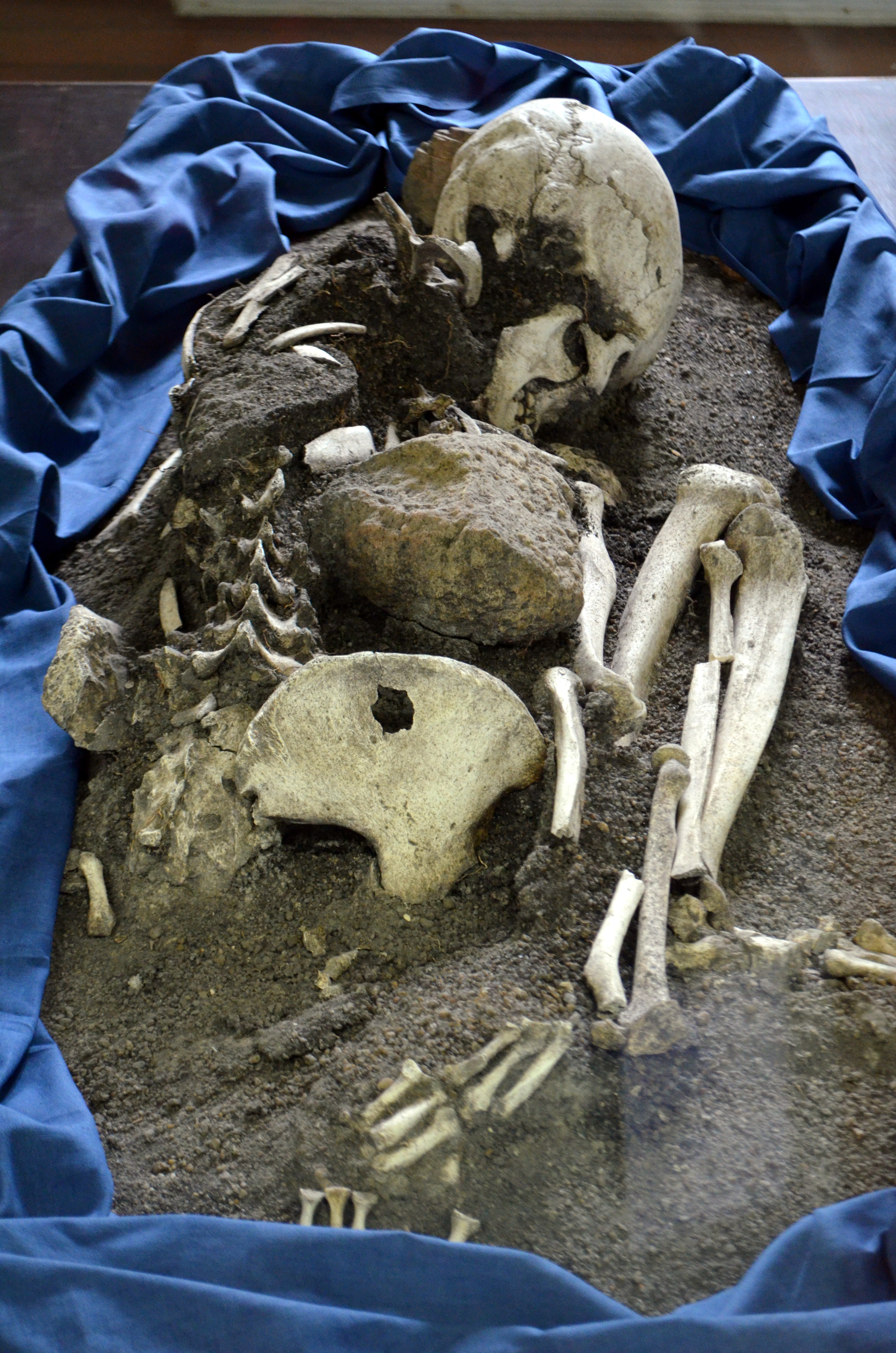